# Betriebsberufsschule

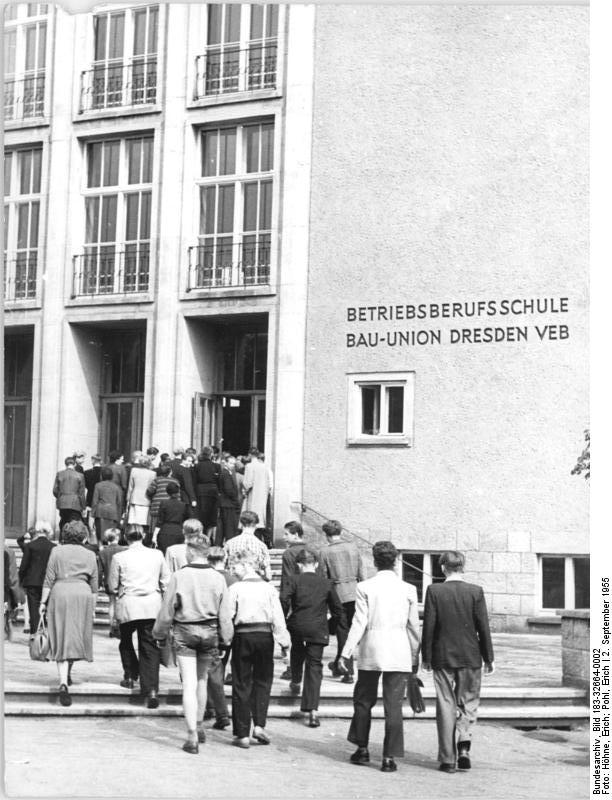
BBS des VEB Bau-Union Dresden zum Lehrbeginn 1955

Die Betriebsberufsschulen (Abkürzung: BBS) waren in der DDR Bildungseinrichtungen für den berufspraktischen und -theoretischen Unterricht von Lehrlingen. Sie waren den Betrieben angegliedert.
In der sowjetischen Besatzungszone wurden schon 1946 zusätzlich zu den kommunalen Berufsschulen, in denen der Unterricht stattfand, Berufsschulen in den Großbetrieben eingerichtet. Sie unterstanden dem Betriebsdirektor oder bei staatlichen Einrichtungen deren Leiter. 1950 gab es schon ca. 700 Betriebsberufsschulen.
Zur Betriebsberufsschule gehörten Unterrichtskabinette für den theoretischen Unterricht, meist unterstand ihr auch eine Lehrwerkstatt für die berufspraktische Ausbildung. Oft waren auch Lehrlingswohnheime angegliedert.